# Stazione di Cervia-Milano Marittima
Stazione di Cervia-Milano Marittima vasútállomás Olaszországban, Cervia településen.

## Vasútvonalak
Az állomást az alábbi vasútvonalak érintik:
- Ferrara–Rimini-vasútvonal

## Kapcsolódó állomások
A vasútállomáshoz az alábbi állomások vannak a legközelebb:
- Stazione di Lido di Classe-Lido di Savio
- Stazione di Cesenatico